# Décès en avril 1993
Décès
- 1989
- 1990
- 1991
- 1992
- 1993
- 1994
- 1995
- 1996
- 1997

Pour une information complémentaire, voir la page d'aide.

| Date      | Nom                        | Activités                                                                                       | Âge | Source |
| --------- | -------------------------- | ----------------------------------------------------------------------------------------------- | --- | ------ |
| 1er avril | Walter Beveraggi Allende   | homme politique, avocat, professeur d’université et économiste argentin                         | 72  |        |
| 1er avril | Andrée Brunin              | poète français                                                                                  | 56  |        |
| 2 avril   | Lucien Outers              | homme politique belge                                                                           | 69  |        |
| 3 avril   | Eduardo Caballero Calderón | journaliste, romancier, essayiste, diplomate et homme politique colombien                       | 83  |        |
| 5 avril   | Hédi Nouira                | homme politique tunisien                                                                        | 81  |        |
| 5 avril   | Philippe Habert            | politologue français, mari de Claude Chirac                                                     | 34  |        |
| 6 avril   | Frans Slaats               | coureur cycliste sur piste néerlandais                                                          | 80  |        |
| 8 avril   | Alexandre Adandé           | homme politique béninois                                                                        | 80  |        |
| 12 avril  | Isaac Rojas                | officier de marine et homme politique argentin                                                  | 86  | (en)   |
| 13 avril  | André Chardar              | footballeur international français devenu entraîneur                                            | 86  |        |
| 14 avril  | Alice Ettinger             | Radiologue américaine                                                                           | 93  | (en)   |
| 15 avril  | William Bakewell           | acteur américain                                                                                | 84  |        |
| 15 avril  | Jean de Riquer             | peintre, graveur et résistant français                                                          | 80  |        |
| 23 avril  | Guido Carli                | homme politique italien                                                                         | 79  | (it)   |
| 25 avril  | Julien Duriez              | peintre et écrivain français                                                                    | 92  |        |
| 25 avril  | Attilio Moresi             | coureur cycliste suisse                                                                         | 55  |        |
| 27 avril  | Patrick Banda              | footballeur international zambien                                                               | 19  | (es)   |
| 27 avril  | David Chabala              | footballeur international zambien                                                               | 33  | (es)   |
| 27 avril  | Godfrey Chitalu            | footballeur international zambien devenu entraîneur. Il fut également sélectionneur de son pays | 45  | (es)   |
| 27 avril  | Alex Chola                 | footballeur international zambien                                                               | 36  | (es)   |
| 27 avril  | Samuel Chomba              | footballeur international zambien                                                               | 29  | (es)   |
| 27 avril  | Derby Makinka              | footballeur international zambien                                                               | 27  | (es)   |
| 27 avril  | Eston Mulenga              | footballeur international zambien                                                               | 25  | (es)   |
| 27 avril  | Wisdom Mumba Chansa        | footballeur international zambien                                                               | 29  | (es)   |
| 27 avril  | Richard Mwanza             | footballeur international zambien                                                               | 33  | (es)   |
| 27 avril  | Timothy Mwitwa             | footballeur international zambien                                                               | 24  | (es)   |
| 27 avril  | Whiteson Changwe           | footballeur international zambien                                                               | 28  | (es)   |
| 27 avril  | John Soko                  | footballeur international zambien                                                               | 24  | (es)   |
| 27 avril  | Robert Watiyakeni          | footballeur international zambien                                                               | ?   | (es)   |
| 30 avril  | Pierre Plessers            | footballeur belge                                                                               | 36  |        |